# Desmatogaster subconnatus
Desmatogaster subconnatus is een keversoort uit de familie klopkevers (Anobiidae). De wetenschappelijke naam van de soort is voor het eerst geldig gepubliceerd in 1920 door Fall.